# Chlorodiella
Chlorodiella is een geslacht van kreeftachtigen uit de klasse van de Malacostraca (hogere kreeftachtigen).

## Soorten
- Chlorodiella barbata (Borradaile, 1900)
- Chlorodiella bidentata (Nobili, 1901)
- Chlorodiella corallicola Miyake & Takeda, 1968
- Chlorodiella crispipleopa Dai, Yang, Song & Chen, 1986
- Chlorodiella cytherea (Dana, 1852)
- Chlorodiella davaoensis Ward, 1941
- Chlorodiella laevissima (Dana, 1852)
- Chlorodiella miliaris (A. Milne Edwards, 1873)
- Chlorodiella nigra (Forskål, 1775)
- Chlorodiella ohshimai Miyake & Takeda, 1967
- Chlorodiella quadrilobata Dai, Cai & Yang, 1996
- Chlorodiella spinimera Dai, Cai & Yang, 1996
- Chlorodiella xishaensis Chen & Lan, 1978